# Leucanella acutissima
Leucanella acutissima är en fjärilsart som beskrevs av Walker 1865. Leucanella acutissima ingår i släktet Leucanella och familjen påfågelsspinnare. Inga underarter finns listade i Catalogue of Life.